# Rio Bănia
O Rio Bănia é um rio da Romênia afluente do Rio Nera, localizado no distrito de Caraş-Severin.